# Összpróba Alapítvány
Az Összpróba Alapítvány a Magyarországon élő és határon túli fiatalok kulturális nevelésében vesz részt az évente megrendezett Összpróba Összművészeti Alkotótáborokkal, workshop-okkal, melyek a színház, a tánc és a filmkészítés világába engednek betekintést, közös alkotómunkára, aktivitásra ösztönözve a résztvevőket. Az Összpróba Alapítvány regisztrált tehetségpontként működik.

## Történet
Nagy Viktor színész 1995-től kezdve foglalkozott nyári táborok színházi foglalkozásainak vezetésével. Különböző városokban (Kőszeg, Eger, Tata) rendezték meg a szervezők az összművészeti táborokat, melyek a színjátszás mellett a tánc, a zene, a látványtervezés területére is kiterjedő alkotómunkát végeztek. Ebből nőtt ki pedagógusok és színházi szakemberek segítségével 2003 tavaszán az Összpróba Alapítvány, melynek célja és küldetése, hogy alkotótáborokban a színházat és társművészeteit különféle új nézőpontokból ismertesse meg a fiatalokkal. A tábor fővédnöke Zsámbéki Gábor, a budapesti Katona József Színház igazgatója lett. Ő és számos elismert szakember: Ascher Tamás, Babarczy László, Léner Péter, Molnár Piroska, Lázár Kati és Pogány Judit támogatta a táborvezetők és a táborozók alkotómunkáját. 2004-ben az Összpróba Alapítvány tábora Tatára költözött, és a workshopokkal egy időben egy kisebb színházi fesztivált is rendezett. A táborlakó gyerekek láthatták, hogyan dolgoznak színpadon a szakma jeles képviselői: a budapesti Katona József Színház és a kaposvári Csiky Gergely Színház társulatának tagjai.
A művészeti tábor és az alkotóközösség elképzeléseinek megvalósításához elengedhetetlenné vált egy állandó helyszín megléte.
2005 nyarán az egy teljes hónapig tartó ifjúsági összművészeti tábor új helyszínre, Balatonföldvárra költözött. A táborban a színházművészet elemei mellett a gyerekek betekinthettek a film és a látványtervezés világába is. Kisfilmet írtak, forgattak, filmvágást tanultak, a színjátszók előadásaihoz díszletet terveztek, építettek. Földváron az összpróbás táborozók próbáltak a művelődési házban, a szabadtéri színpadon, forgattak a Balaton partján, a kikötőben.

## Küldetés

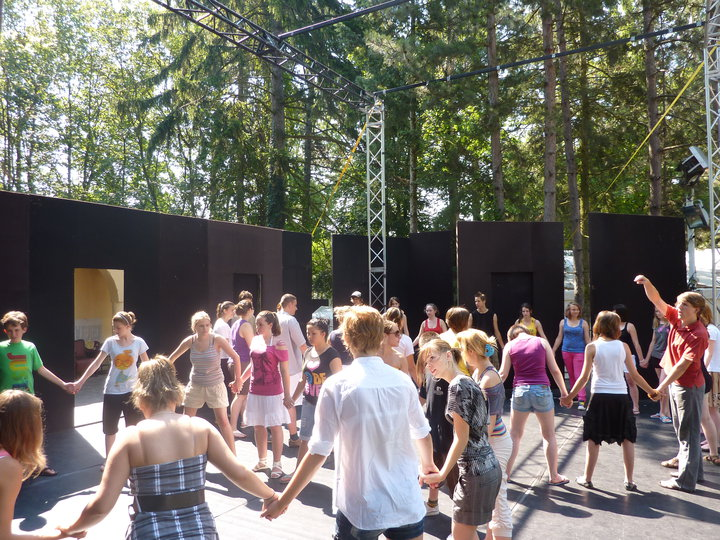
Összpróba ifjúsági tábor 2010-ben

Az Összpróba Alapítvány tagjainak meggyőződése, hogy a kultúra lehet a legerősebb kapocs a különféle társadalmi rétegekhez tartozó gyerekek, fiatalok között, hiszen a fiatalok a kultúrán keresztül kaphatnak olyan kapaszkodókat, amelyek segíthetik őket közösségi beilleszkedésükben, ezért a színház-, film-, táncművészet és a zene kifejezőeszközeivel kívánnak segíteni a fiataloknak a felnőtté válás folyamatában és önmaguk elfogadásában, valamint lehetőséget teremteni a körülöttük lévő világ megértésére.
Az Alapítvány emellett közművelődési feladatokat is kitűzött maga elé: elkötelezett fiatalok számára előremutató, szakmai fejlődésüket elősegítő alkotó tevékenységnek ad teret, aktív ismeretszerzésre teremt lehetőséget, társadalmi célú projektekben való részvételre ösztönöz.

## Kurzusvezető tanárok, vendégek 2003–2014 között
Andrássy Imre, Ascher Tamás, Ács János, Babarczy László, Baranyai Balázs, Csányi Sándor, Gubás Gabi, Gryllus Dorka, Gyevi-Bíró Eszter, Hajnóczy Csaba, Hámori Gabriella, Juhász Kata, Kánya Kata, Kecskés Karina, Koltai Róbert, K. Kovács Ákos, Lázár Eszter, Lázár Kati, Léner András, Lévai Balázs, Lukáts Andor, Máté Gábor, Mohácsi János, Molnár Karesz, Molnár Piroska, Nagy Barnabás, Nagy Viktor, Nagy Zsolt, Pelsőczy Réka, Pindroch Csaba, Pogány Judit, Rába Roland, Reisz Gábor, Rozs Tamás, Stefanovics Angéla, Szabó Ágnes, Végh Zsolt, Vidovszky György.

## Cikkek, interjúk
- Index.hu
- Szinhazkolonia.hu